# Kontrakcija dužine
Kontrakcija dužine je skraćivanje fizičkog tela u smeru kretanja pri kretanju brzinom koja je uporediva sa brzinom svetlosti za faktor {\displaystyle {\sqrt {1-{\frac {v^{2}}{c^{2}}}}}}, gde je: v - brzina kretanja tela, c - brzina svetlosti. Hipotezu je prvi postavio G. F. Ficdžerald 1892, a nezavisno od njega i H. A. Lorenc 1895. godine, koji je do 1904. razvio teorijski pristup. A. Ajnštajn je Lorenc-Ficdžeraldovu postavku uzeo kao jednu od osnova posebne teorije relativnosti. Njezina dužina L u sistemu mirovanja meri se kraćom od one vlastite  u sistemu koji se kreće brzinom v, po jednakosti:
{\displaystyle L={\frac {L_{0}}{\gamma (v)}}=L_{0}\cdot {\sqrt {1-{\frac {v^{2}}{c^{2}}}}}}
gde je: v - je relativna brzina između promatrača i objekta koji se kreće, c -  brzina svetlosti. Dimenzije nekoga tela ne mogu se isto tako apsolutno odrediti kao ni vreme, jer i one zavise od stanja posmatrača.

## Istorija
Kontrakciju dužine su postulirali Džordž Ficdžerald (1889) i Hendrik Anton Lorenc (1892) da bi objasnili negativni ishod Majkelson—Morlijevog eksperimenta i da bi spasli hipotezu o stacionarnom etru (Lorenc–Ficdžeraldovu kontrakcionu hipotezu). Iako su Ficdžerald i Lorenc aludirali na činjenicu da su elektrostatička polja u pokretu deformisana („Hevisajdov elipsoid” po Oliveru Hevisajdu, koji je izveo ovu deformaciju iz elektromagnetne teorije 1888), to se smatralo ad hoc hipotezom, jer u to vreme nije bilo dovoljno razloga da se pretpostavi da se međumolekularne sile ponašaju na isti način kao i elektromagnetne. Godine 1897. je Žosef Larmor razvio je model u kojem se smatra da su sve sile elektromagnetnog porekla, i smanjenje dužine se pojavilo kao direktna posledica tog modela. Međutim, Anri Poenkare je pokazao 1905. godine da same elektromagnetne sile ne mogu da objasne stabilnost elektrona. Tako da je morao da uvede još jednu ad hoc hipotezu: neelektrične vezivne sile (Poenkareova naprezanja) koje obezbeđuju stabilnost elektrona, daju dinamičko objašnjenje kontrakcije dužine i tako sakrivaju kretanje stacionarnog etra.
Na kraju je Albert Ajnštajn (1905) bio prvi koji je u potpunosti uklonio ad hoc karakter iz hipoteze kontrakcije, pokazujući da ova kontrakcija ne zahteva kretanje kroz pretpostavljeni etar, već se može objasniti pomoću specijalne relativnosti, koja je promenila naše shvatanje prostora, vremena i simultanosti. Ajnštajnovo gledište dalje je razradio Herman Minkovski, koji je demonstrirao geometrijsku interpretaciju svih relativističkih efekata uvodeći svoj koncept četvorodimenzionalnog prostor-vremena.

## Prostorna i vremenska dilatacija
Ukidanjem apsolutne istovremenosti (Majkelson—Morlijev eksperiment) relativizovane su nužno i dužine fizičkih tela. U klasičnoj mehanici dužina tela, kao udaljenost dve tačke, ima istu vrednost za sve posmatrače. Da bi se izmerila dužina nekog štapa koji se kreće prema posmatraču, moraju se u isto vreme učvrstiti oba kraja štapa. Merenje dužina koje se kreću nerazrešivo je povezano s određivanjem istovremenosti dve tačke u sistemu koji se kreće. Ako se posmatra brzi voz sa putnicima i izmeri udaljenost prednjeg i zadnjeg putnika, oni se nalaze tačno na početku i kraju voza, u tačkama A i B. Pre polaska voza putnici i posmatrač mogu da usporede svoje metre i da tačno izmere dužinu između A i B. Dužina voza je d. Kada se voz pokrene od posmatrača s jednolikom (konstantnom) brzinom v, dužina se može meriti pomoću optičkih signala koji su za posmatrača istovremeno odaslani iz tačke A i tačke B. Signal iz bliže tačke B dolazi do posmatrača pre, signal iz prednje tačke voza A dolazi kasnije. Mereni vremenski razmak između dolaska ta dva signala može se označi sa t '. Tada je c∙t ' dužina voza (jer je u vremenu t ' signal s prednjeg dela voza prošao upravo put jednak c∙t '). Dakle, merenjem vremenske razlike između dva optička signala koja su istovremeno ostavila prednji i zadnji kraj voza može se tačno izmeriti dužina voza. Međutim, izmerena veličina d ' = c∙t ' je manja od dužine voza d merene pre polaska voza. Mereći optički signalima, stiče se utisak da je voz u kretanju skraćen. Greška u merenju je nastala jer nisu primljeni signali koji su istovremeno napustili prednji i zadnji kraj voza. Signal s prednjeg kraja voza otišao je pre nego onaj sa zadnjeg kraja. To „objašnjenje” nije međutim zadovoljivajuće za posmatrača, jer su za njega signali zaista napustili istovremeno oba kraja voza. Za posmatrača uistinu putnici u vozu imaju neispravne satove. Prednji putnik ima kasnije vreme od posmatračevog. Ne samo dakle da se menjaju vremenski razmaci u brzom vozu, već i dužine. Voz u kretanju posmatraču izgleda skraćen. 
Prilično jednostavno može se matematički pokazati, za koliko puta se posmatraču na zemlji čine dužine u brzom vozu skraćene, odnosno njihovi satovi usporeni. Neka su putnici u vozu pre polaska voza namestili na prednji i stražnji kraj voza dva paralelna ogledala. Između tih paralelnih ogledala reflektuje se svetlosni signal (bela mrlja) amo-tamo. Budući da je udaljenost između prednjeg i zadnjeg kraja jednaka D, svetlosti je potrebno vreme t = 2∙D/c da se nakon refleksije vrati na isto ogledalo. Vreme: 
{\displaystyle t=2\cdot {\frac {D}{c}}\ }
je stroga mera vremena. Posmatrač na Zemlji može pomoću dva paralelna ogledala takođe da konstruiše isti sat. Ta svetlosna mrlja koja se jednoliko neprekidno reflektuje od jednog ogledala ka drugome, najtačniji je sat, koji se može zamisliti. 
Ono što na satu odgovara povratku velike kazaljke na isto mesto, dakle jednom satu, to na gore opisanom satu odgovara povratku svetlosti nakon jedne refleksije na isto ogledalo. U atomskim procesima postoji približno ostvarenje takvog tačnog periodičnog sata. Sada neka se voz s putnicima i tim idealnim satom pokrene s konstantnom brzinom. Promatrajmo trenutke odlaska i povratka svetlosne mrlje na zadnjem ogledalu u vozu. Oba ta događaja, odlazak i povratak svetlosnog signala u krajnoj tački voza, za putnika u vozu i za posmatrača su dva ista događaja. Koincidencija svetlosne mrlje i ploče ogledala događaj je stvaran i isti za sve posmatrače. Na takvim osnovnim pojmovima zasniva se teorija relativnosti. Putnici u vozu mogu po načelu relativnosti s punim pravom tvrditi da oni miruju. Prema tome, za njih je dužina voza ostala ista, a takođe i vreme između odlaska i povratka svetlosne mrlje na zadnje ogledalo: t = 2∙D/c. Za razliku od toga, spoljašnjem posmatraču se dužina voza u kretanju čini skraćenom za faktor γ. Dužina voza u kretanju se može označiti sa D ', a posmatračeva vremenska jedinica sa t '. Tada je:
{\displaystyle D'={\frac {D}{\gamma }}}
{\displaystyle t'=\gamma \cdot t}
Nepoznati faktor γ može se lako odrediti. Promatrajmo najpre put svetlosne mrlje od zadnjeg ogledala ka prednjem. Prednje ogledalo se odmiče od svetlosnog signala sa brzinom v. Dakle, za posmatrača se svetlosna mrlja kreće sa relativnom brzinom c - v prema prednjem ogledalu. Sa tom relativnom brzinom c - v, mora svetlost preći dužinu voza, koja se posmatraču čini da je D '. Vreme između odlaska svetlosti od zadnjeg ogledala i dolaska do prednjeg ogledala iznosi prema tome D'/c - v. Pri povratku svetlosti kreće se zadnje ogledalo u susret svetlosnom signalu sa brzinom v. Svetlost koja ima u prostoru uvek konstantnu brzinu c, kreće se dakle s relativnom brzinom c + v prema zadnjem ogledalu. Vreme od odlaska sa prednjeg ogledala do dolaska na zadnje ogledalo iznosi dakle D'/c + v. Svetlosti je potrebno od odlaska do povratka na zadnje ogledalo vreme jednako:
{\displaystyle t'={\frac {D'}{c-v}}+{\frac {D}{c+v}}={\frac {2\cdot D'}{c}}\cdot {\frac {1}{1-{\frac {v^{2}}{c^{2}}}}}}
Uvrstivši u tu jednačinu t ' = γ∙t i D' = D/γ dobija se:
{\displaystyle \gamma \cdot t={\frac {2\cdot D}{\gamma \cdot c}}\cdot {\frac {1}{1-{\frac {v^{2}}{c^{2}}}}}}
Budući da je 2∙D/c jednako vremenu t, iz gornje jednačine dobija se za nepoznati faktor γ vrednost (Lorencov faktor):
{\displaystyle \gamma ={\frac {1}{\sqrt {1-{\frac {v^{2}}{c^{2}}}}}}}
Dužina voza u kretanju izgleda posmatraču da je za faktor {\displaystyle {\sqrt {1-{\frac {v^{2}}{c^{2}}}}}} skraćena u smeru kretanja, dok se jedinica vremena čini za isti faktor povećana:
{\displaystyle D'=D\cdot {\sqrt {1-{\frac {v^{2}}{c^{2}}}}}}
{\displaystyle t'={\frac {t}{\sqrt {1-{\frac {v^{2}}{c^{2}}}}}}}
Ako od dva jednako duga štapa stavi jedan štap u kretanje u smeru njegove dužine, tada posmatraču izgleda da je on kraći od štapa koji miruje. Što se brže kreće štap, što je v bliže brzini svetlosti c, to se štap čini kraćim. Kod brzine od 260 000 000  ima koren vrednost 1/2, te štap izgleda skraćen na polovinu. Međutim ta brzina je ogromna. Kod svih praktičnih brzina kontrakcija štapa je neprimetna. 
To je i razlog što se Njutnova mehanika pokazuje ispravnom u svakodnevnom životu. Dok je odnos između brzine tela i brzine svetlosti mali, dotle nije neophodno voditi računa o tom skraćivanju dužina u smeru kretanja. Suprotno od dužina, vreme se kretanjem produžuje. Postoje radioaktivne materije koje se nakon jedne sekunde gotovo potpuno raspadnu, to jest iščeznu. Kad bi se komad takve radioaktivne materije stavio u kretanje sa brzinom od 260 000 km/s, tada bi se „život” radioaktivne materije udvostručio. Vremenski odseci sistema u kretanju posmatraču izgledaju duži nego u mirovanju. 
Svaki posmatrač ima u teoriji relativnosti vlastite metre i satove. Jedan sistem, koji zajedno s našim sistemom miruje, ima jednake metre i satove kao i mi. Kad se kreće, njegovi metri čine nam se skraćeni a njegovi satovi usporeni. Nikakve sile nisu prouzrokovale tu „promenu”. Metrika prostora i vremena u svim sistemima uspostavlja se tako, da brzina svetlosti ostaje univerzalna konstanta. Promena metrike u sistemima, koji se prema nama kreću načelno je prouzrokovana time, što svetlosne signale moramo postaviti kao osnovu merenja. Klasična mehanika, bar u načelu, pretpostavlja mogućnost da beskonačno velikim brzinama utvrđujemo istodobnost svih događaja u svetu. Mereći beskonačno velikim brzinama, sve relativne brzine i udaljenosti postaju bez važnosti, a to omogućuje određenje apsolutne istodobnosti. Činjenica da ma kako brzim kretanjem u susret širenju svetlosti, ne možemo opažati povećanje brzine svetlosti prisiljava nas da klasične predodžbe o prostoru i vremenu baziramo na činjenici da je brzina svetlosti univerzalna konstanta, neprekoračiva za sve posmatrače. Pri određenju prostornih i vremenskih pojmova u teoriji relativnosti na samom početku računa se s neminovnosti da se svetlosnim signalima ustanovljavaju metrički odnose između različitih sistema. Merenja pomoću svetlosnih signala ne samo da su praktično najbolja već su to i jedina merenja, koja ne vode do suprotnosti. Praktično bi putnici u brzom vozu mogli zvučnim signalom da kontrolišu istodobnost svojih satova. Ali tada zaista ta njihova vremena ne bi bila istodobna. Zvuk nema svojstvo da je njegova brzina nezavisna od posmatrača. Izjava o konstantnosti brzine svetlosti nije samovoljna pretpostavka teorije relativnosti. U tome je osnovna razlika između određenja istodobnosti pomoću zvuka i svetlosti. Konstantnost brzine svetlosti jedno je od osnovnih svojstava prirode, i prema tome svojstvu ravnaju se metrički sistemi u različitim inercijalnim sistemima. 
Svetlosti pripada svojstvo koje u klasičnoj mehanici ima beskonačno velika brzina. Uzimajući dakle brzinu svetlosti beskonačno velikom, dobijaju se zakoni klasične kinematike. Tada iščezava odnos v/c i koren {\displaystyle {\sqrt {1-{\frac {v^{2}}{c^{2}}}}}} postaje jednak 1, pa od prostorne i vremenske dilatacije ne ostaje ništa. Temeljni rezultat relativističke mehanike mora prema tome glasiti: stavi li se brzina svetlosti beskonačno velikom, dobivaju se Njutnovi zakoni kretanja. To je ujedno i razlog da se u području malih brzina klasična mehanika pokazuje ispravnom.